# Samostan Vatoped
Samostan Vatoped (grško starogrško Μονή Βατοπεδίου,  Moní Vatopedíu) je samostan Vzhodne pravoslavne cerkve na Atosu, Grčija.  V drugi polovici 10. stoletja so ga ustanovili odrinski menihi Atanazij, Nikolaj in Anton, učenci Atanazija Atoškega. Samostan je bil večkrat razširjen, zlasti v bizantinskem obdobju in v 18. in 19. stoletju. V samostanu je več kot 120 menihov.

## Glavne zgradbe znotraj samostanskega obzidja
- katolikon (glavna cerkev), posvečena Marijinemu oznanjenju
- obednica ali trpeza
- urni stolp iz bizantinskega obdobja
- stolp iz 10. stoletja, v katerem je samostanska knjižnica

V samostanu poteka obsežna obnova glavnih samostanskih zgradb.

## Skita
K samostanu spadata dva velika skita: skit sv. Andreja Karejskega in skit sv. Dimitrija. Oba sta v bližini glavnega samostana. K samostanu spada tudi več majhnih celic (grško starogrško κελλιά, kelliá)

## Samostanski zakladi
Samostan Vatoped poseduje pas Presvete Bogorodice, za katerega velja, da ga je nosila Bogorodica (Mati Božja) in ga po smrti prepustila sv. Tomažu Apostolu. V zahodnih Cerkvah ga imajo za pas sv. Tomaža. V srebrnem, z dragulji okrašenem relikvariju hranijo lobanjo sv.  Janeza Zlatoustega, kateri pravoslavni verniki pripisujejo čudežne ozdravitve. Samostan poseduje tudi kelih iz enega kosa dragega kamna jaspisa in veliko ikon.  
V samostanski knjižnici je srednjeveška Vatopedska listina bolgarskega carja Ivana Asena II. iz 13. stoletja, posvečena samostanu. Listino so odkrili leta 1929 v samostanski knjižnici. 
V knjižnici je 2.000 rokopisov in 35.000 tiskanih knjig. Iz Vatopeda so tudi rokopisi 
- Kodeks 063 (14. listov v samostanu Vatoped, 6 v Državnem zgodovinskem muzeju  v Moskvi, dva pa v Francoski narodni knjižnici v Parizu)[1]
- Kodeks 102, ki vsebuje del Evangelija po Luku  (trije listi v samostanu Vatoped, dva v Francoski narodni knjižnici); listi so v slabem stanju[2]
- Vatopedski psalter (Britanska knjižnica, London)
- Kodeks 655 iz zgodnjega 14. stoletja, znan tudi kot Vatopedinus 655 in Codex Athous Vatopedinus 655, ki je razdeljen med Britansko knjižnico in Francosko narodno knjižnico; v njem so številni izvlečki iz Strabonovih in Ptolemajevih geografskih del in zgodnji zemljevidi.

Drugi rokopisi
- minuskuli 245 in 464
- lekcionarja 54 in 55

## Čudodelne ikone
V samostanu je sedem ikon Matere Božje, za katere verjamejo, da so čudodelne: Eleovritisa, Ktetorisa (Vimatarisa), Esfagmenisa, Paramitisa, Pantanasa, Pirovoliteisa, Antifonitrija in Paramitija.